# ファンタシースターオンライン エピソード3 カードレボリューション
『ファンタシースターオンライン エピソード3 カードレボリューション』 (Phantasy Star Online Episode III C.A.R.D. Revolution) は、2003年11月27日に発売されたニンテンドー ゲームキューブ用ゲームソフト。『ファンタシースターオンライン』 (PSO) シリーズのひとつである。
従来のシリーズとは異なり、ジャンルはオンラインカードゲームとなっている。開発と運用はセガおよびソニックチーム、ゲームバランスの監修（後述のカドレボ）は猿楽庁が行なっている。
「PSOep3」もしくは単に「EP3」と呼ばれることが多い。
本作において最も特徴的なのが、システムが従来のアクションRPGからカードゲーム方式のものへと変更された点である。

## 概要
物語の舞台は『エピソード1&2』の時代から21年後。C.A.R.D.と呼ばれる新技術をめぐり、ハンターズ＝政府側とアークズ＝革命組織との抗争を主軸にストーリーは展開する。
登場人物は上記のC.A.R.D.（カード）を用いて戦闘を行なっていく。カードには様々なものがあるが、アクション・アシストカード以外は従来のシリーズに登場したアイテムやエネミーが使われている。
従来のシリーズ同様、ネットワークモードでプレイヤー同士の対戦や交流を行なうことができる。ゲームキューブ版の『エピソード1&2』とはサーバを共有しているため、ソフトが異なっていてもロビーでチャットであれば可能である。オフラインではシナリオモードとオフライン対戦が用意されている。

2006年12月8日、3月31日23:59にEP1&2と共に、オンラインサービスが終了した。

## カードによる対戦
あくまでプレイヤーは指揮官という立場付けであり、実際の対戦はエディットされたキャラクターを選択することになる。したがってキャラクターメイキングで作成したPCはロビーでのチャットなどでしか意味を持たない。

### 基本ルール
基本的に1対1ないし2対2で対戦を行なう。他のカードゲーム同様、対戦相手（チーム）キャラクターのHPをゼロにすれば勝利となる。

### カード
カードはキャラ、アイテム、アクション、アシストカードといった種類に分かれている。
キャラカードはプレイヤーが操作するキャラクターであり、このカードのHPがゼロになる事で負けとなる。
アイテムカードはアイテムやエネミーのカードの事を指す。
アクションカード(AC)は攻撃ACと防御ACの2種類に分かれている。攻撃ACは特殊効果や攻撃範囲の拡張等の効果を追加する。防御ACはダメージを防ぐもので、味方に出して援助を行なえるものもある。
アシストカードはキャラクター全員に特殊な効果を発生させるもので、扱いによっては有利不利をもたらす。

### 所属勢力
キャラカード（カードとしての分類はSキャラという）はハンターズ側かアークズ側のどちらかの勢力に所属しており、それによってアイテムカード（Fキャラ）の使用方法も変わってくる。
ハンターズ側のSキャラはアイテムを装備し、Sキャラ自身を移動させて攻撃を行なう。SキャラのHPは非装備状態で攻撃を受けるか、もしくは装備カードが破壊される事で減少する。
アークズ側のSキャラはエネミーを召喚し、それを操作することで攻撃を行なう。エネミーが破壊されてもSキャラのHPは減少しないため、倒すにはSキャラを直接攻撃する必要がある。

### ダイス
行動するにあたって必要となるポイントはATK（攻撃や移動）とDEF（防御）に分かれており、ダイスによって入手ポイントが決まる。
ダイスは1〜6の値をランダムに出し、値の高い方がATKに、低い方がDEFに振り分けられる。

### 基本的な対戦の流れ
自分が操作できる回をターンと呼び、ターンはフェイズという段階に分けられる。
1. まずターンの始めにダイスを振り、ATK/DEFポイントを決定する。
2. セットフェイズ。ここでは手札内のどのカードを使用するかを決定する。
3. ムーブフェイズ。キャラクターをどこに移動させるかを決定する。
4. アクションフェイズ。攻撃行動とその対象を決定する。
5. ドローフェイズ。手札内に捨てたいカードがあれば選択し、山札からカードを補充する。

以上のようなターンをプレイヤーが交互に行うことで対戦が進行する。

## 対戦以外のシステム
カードレボリューション
略して「カドレボ」と呼ばれている。カードのパラメータ数値を変更できるシステムである。これによって単調な強さを持つカードの弱体化や、日の当たらない弱いカードを強化するなどのゲームバランス是正が行なえるようになった。
ただし、効果が適用されるのはオンライン時のみである。ユーザーの投票によって変更対象が選ばれる事もあった。
観戦
観戦部屋を作成し、他人の対戦プレイを鑑賞する事ができる。部屋内のプレイヤーでチャットも可能。
トーナメント
ロビーのカウンターでトーナメント表に登録し、多人数でのトーナメント戦を行なうことができる。

## シナリオモード
本作はパイオニア2総督府の命令で動くハンターズ側と、反総督府組織・アークズ側を選択し、両勢力でのストーリーを進める事ができる。基本的にミッション方式で、司令官から受けた任務やキャラクターに話しかけることで発生した依頼を行い、クリアすれば次の任務や依頼に進んでいく。
要所ではビジュアルシーンが挿入されており、従来のシリーズよりもストーリー性が向上している。
プレイヤーはあくまで指揮官＝傍観者的立場に置かれている。

## キャラクター

### ハンターズ
シルファ　HUnewearl
新人のハニュエール。大怪我を負う前後の記憶が曖昧になっており、姉のソフィアがブレイクと仕事に出かけた様子だけを覚えている。また、取り戻した記憶が行方不明になった姉を探す手掛かりになると考えている。クランツ、イノリスとは旧知の仲。恋愛未経験で自分は下手そうだと思っているため、クランツへの想いをストレートに表現するイノリスが羨ましいと思っている。
クランツ　RAmar
「ブリッツ」と名乗っていた父の足取りを探す若きレイマー。熱い性格をしている反面思慮に欠けている。
イノリス　FOmarl
クランツに好意を寄せるフォマール。
キルリア　RAmarl
生真面目なレイマール。ブリッツから戦闘の仕方を学んでおり、その息子であるクランツに注目する。
ヴィヴィアナ　FOnewearl
『ファンタシースターオンライン』に登場したマァサの娘。相当に甘やかされて育ったらしく、清楚で真面目な性格だった母とは異なり、わがままで強情。親友だったメモルと大喧嘩し、メモルがアークス側にいるのを知って決着を付けようとしている。
テイフー　HUcast
ヴィヴィアナ専属の執事であるヒューキャストで、極端に臆病な性格をしている。マァサが娘に自分と同じ経験をしてほしくないという想いから執事として採用された。腰の引けた発言しかしないため、強情なヴィヴィアナを怒らせ、しょっちゅう「おしおき」で吊されているが、実は縄抜けの名人なので簡単に抜けられる。ただし、余計に怒られたくないので普段はあえて吊されている。
ネフ・ミヤマ　FOmar　
『ファンタシースターオンライン』に登場したゾークの父で、高齢のためとっくに引退した今でも軍に強い影響力を持っている。友人や息子を失い、今また愛弟子を失いかねないという危機感と、自らの手でラグオルの厄災に幕を引くため、ニューマン用の調整薬を加工して子供の姿に若返り、「レルミトス」という偽名で参加している。しかし若いのは見た目だけで、実際はフロウウェンよりもはるかに高齢のため、体調が不安定である。OPSS事件で、政府のやり口に憤って飛び出した挙げ句、アークズという反政府組織の主要メンバーに身を投じたブレイクの姿が、同じく政府に刃向おうとしていた息子のゾークに重なるのか、たいそう身を案じている。
オルランド　HUmar
ブレイクの兄弟弟子で、ミヤマ流の二刀流を得意とする。い口調だが情に厚くい武勲を立て英雄に列せられることを願っていたが、一人前になる頃にはラグオル地表のエネミーは激減し、剣を振るう舞台がないことに焦りを抱いている。師の元に居続けることで独り立ちができてない面も見受けられ、キリークをはじめ、強敵と認めてくれない相手が多い。　
ガイキルド　RAcast
人の言葉をしゃべれないヒューマノイド、暴力的で戦闘欲旺盛。
サリガン　HUcaseal
元々は救護、その次は教官、現在はハンターズという転職の多いヒューキャシール。教官時代ヴィヴィアナとメモルが教え子だった。
グルスター　FOnewm
博打好きのフォニュームで、金にがめつい。ハンターズの情報も売っていると不穏当な噂がある
ステラ　RAcaseal
言葉の語尾がにゃんこなレイキャシール。グルスターが見つけた時は、ある施設で酷い扱いを受け、壊れかけていた。
ペンターグラス
モルグの長。出世欲だけは人一倍だが、無能な人物である。物分かりと見識を備えた息子がおり、反面教師としては役に立っている模様。
ドル・グリセン
コリン・タイレルの後の総督で独裁者、菌を用いた劣化しないクローン兵団を構築しようと目論む。

### アークズ
ブレイク　FOmar
アークズの戦闘メンバーの中でも中心的な存在。ネフ・ミヤマの弟子でミヤマ流の一刀流を得意とする。ミヤマ家は立場的に政府や軍部寄りになるのだが、OPPS事件で政府のやり口に憤り、師の元を飛び出す。
その後フリーのハンターになり、シルファの姉ソフィアと恋仲になるが、二人で「菌」絡みの仕事に出向いたのを最後にソフィアは行方不明となる。
ルーラ　RAcaseal
ブレイクに思いを寄せるヒューマノイド。
エンドゥー　HUmar
老人のような達観がある反面、子供じみた無邪気さで剣を人向ける大剣の使い手。
ケイシー　RAmar
忍者。ルフィナに一目惚れしたが言い出せない。
メモル　FOnewearl
ヴィヴィアナの親友で、彼女同様意地っ張りで気が強い。大喧嘩の後、クレイヌに誘われてアークズに入る。
ルフィナ　HUnewearl
不法人体実験室に捕らえられていたところをアークズに救出された。
最初に助けたのは実はケイシーなのだが、彼は気恥ずかしさからすぐ隠れてしまい、任される格好になったブレイクが助けてくれたものと信じ、惚れている。悪ぶった言動をするが、すぐにボロが出てしまう。
リオ　RAmarl
元軍人で手厳しい発言が多い。部隊は現総督府の裏切りでほぼ壊滅、復讐のためにアークズに参加している。
ペコ　FOnewm
肥満フォニューム。いつもお腹をすかしている。
ヘイズ　HUcast
陽気なボーカリストのヒューキャスト。傷負い人の多いアークズの中で、一人だけ暗い過去がない。
レイズ　HUcaseal
OPPS事件の影響は未だ大きく、記憶障害があるヒューキャシール。
クレイヌ　FOmarl
アークズの汚れ仕事を一手に引き受けるメンバーで、悪事に慣れきっている反面、どこまでなら他のメンバーが踏み入れられる領域なのか選別もしている。
裏ルートのパイプ役であり、アークズの運営や方針を制御している陰の総指揮官。
オーガン　RAcast
OPPS事件の生き残りのヒューマノイド。言動はほのぼのとした男児。自分や仲間のヒューマノイドを直せるレイズを「先生」として崇めている。
レッド
アークズの総指揮官で、その正体はは前総督のコリン・タイレル
表向きには、乱開発によるラグオルの環境破壊阻止を掲げているが、実際にはグリセンの野望を阻む方向で動いている。その手始めとして、当時採取されていた「菌」の半分弱とデータの半分を奪い、人員が不足気味の主戦力として利用している。
事故で失ったはずの娘が、生還して喜んだのも束の間、実はクローン実験に利用された事を知り、現総督府と敵対する決心をした。

## 用語
C.A.R.D.
Compressed Alternate Real Data＝圧縮擬似データの略称。形状は手に収まるほどのカードサイズである。
このテクノロジーは「菌」と呼ばれる物質を用いている。「菌」は物体の分解・再構築を自由に行なう事のできる物質で、これを用いる事でカード状のデバイスに様々な武器やエネミーのデータを入力し自由に再構築する事ができる（ただし再構築したエネミーには身体データのみであるため、自我が無く操り人形とも言える状態にある）。
未だに実験段階にあるC.A.R.D.技術であるが、その未知の可能性は高く評価されており、データさえあれば生命体の再構築も可能であると言われている。
パイオニア2
本星コーラルから来たラグオル移民船。未だにラグオル地表に降りる事はなく、静止軌道上に浮いている。
『エピソード1&2』の時代から21年の歳月が経っているため、船の中で生まれ大地を知らない「シップチャイルド」と呼ばれる人間もいる。
身体スキャニングによって住民の健康状態は完全に管理されている。
C.A.R.D.研究所
総督府-ラボ傘下の組織で、その名の通りC.A.R.D.技術を研究している。ハンターズもここの所属ということになるが、研究員というよりは依頼によってデータ収集を手伝っていると言った方が近い。
ここは通常モルグと呼ばれている。モルグとは「死体安置所」といった意味だが、誰がこう呼び始めたのかは不明。一説には、設立当初に雑多な機械置き場と化していた事に由来すると言われている。
ハンターズ
ギルドに所属し、依頼を受けて諸事を代行する人間…というのが本来の意味だが、EP3では総督府側の勢力といった意味を指す事が多い。
総督府の任務や民間人の依頼を受け、ラグオルに降りて行動する。
アークズ
パイオニア2の真の自由を求めて設立された反政府組織。ラグオルの環境開発等を妨害している。
メンバーの中には裏の事情に精通した人間も多い。
OPSS
A.U.W.3098に起きたアンドロイドの大量虐殺事件。原因は人口管理による制限とされている。
この事件を契機にアンドロイドの人権は見直され、名称もヒューマノイドに変わった。しかしながらその影響は大きく、生き残ったヒューマノイドの中には未だ心の傷が癒えない者もいる。

## 空白の21年間
『エピソード1&2』、『4』から『エピソード3』までの21年間における概略を記す。
A.U.W.3084
セントラルドーム中心で謎の大爆発が発生（『エピソード1&2』の物語にあたる）。
A.U.W.3087
本星コーラルでの10カ国同盟が廃止され、代わりに5カ国連盟が設立される。
A.U.W.3089
パイオニア2が本星コーラルに対し独立を宣言、一時的な国交封鎖。
コリン・タイレル、総督職を解任される。
ラグオル地表におけるエネミー群が急速に減少、沈静化する。
A.U.W.3090
ドル・グリセン、新総督に就任。独裁政治を始める。
A.U.W.3094
総督府に対する反乱が発生するも、大きな事件にはならずに鎮圧される。
A.U.W.3095
本星コーラルがパイオニア2を国家として認めるという声明を発表し、両者間の国交が回復する。
パイオニア2、人口増加が問題視され始める。出産制限と身体スキャニングが義務化される。
A.U.W.3098
OPSS事件が発生。各地でアンドロイド狩りが横行する。
A.U.W.3099
OPSS首謀者が拘束され、アンドロイド狩りが収束。
アンドロイドの人権が見直される。名称もヒューマノイドへと変更。
A.U.W.3101
「菌」が発見され、研究が開始する。
A.U.W.3103
C.A.R.D.技術の発明。
A.U.W.3105
C.A.R.D.技術実用化。C.A.R.D.研究所が秘密裏に設立され、ハンターズの一部が編入される。
アークズ設立。